# Тяпугина, Наталия Юрьевна
Наталия Юрьевна Тяпугина (Леванина) (род. 7 февраля 1952, Самарканд, УзССР) — советский и российский писатель, литературный критик, литературовед. Доктор филологических наук (1997), профессор, основатель и заведующая кафедрой русского языка и культуры Саратовской государственной юридической академии (1997—2016).

## Биография
Тяпугина (Леванина) Наталия Юрьевна родилась в г. Самарканде Узбекской ССР в семье военнослужащего. В 1974 г. окончила филологический факультет Саратовского государственного университета им. Н. Г. Чернышевского. В 1982 г. защитила кандидатскую диссертацию в Томском государственном университете по теме: «Эволюция русской эпиграммы в первую треть XIX века» (научный руководитель проф. А. А. Жук). В 1985-97гг. работала на кафедре советской литературы, затем — на кафедре русской и зарубежной литературы Саратовского государственного педагогического института.
В 1997 г. успешно защитила докторскую диссертацию в Волгоградском государственном университете по теме: «Поэтика символа и его мифологические истоки в творчестве Ф. М. Достоевского» (профессор-консультант А. А. Демченко). В 1997 −2016 гг. основала и возглавляла кафедру русского языка и культуры в Саратовской государственной юридической академии (ранее — СГАП).
Под её редакцией в Москве (Издательство «Флинта», издательство «Наука», Москва, 2009) и в Саратове (Издательство ФГБОУ ВПО «Саратовская государственная юридическая академия», 2006, 2015) вышло несколько изданий учебно-методического пособия «Русский язык и культура речи» для студентов-юристов. Также под её редакцией в издательстве «Флинта» (Москва) в 2015 году было опубликовано учебное пособие для бакалавров юридических вузов «Культура профессиональной речи». Выдержало несколько изданий её учебно-методическое пособие для студентов юридических вузов «Лексическая стилистика» (Саратов, 2010). А также издано учебное пособие (в соавторстве с М. В. Гавриловым и О. В. Никитиной) «Научная работа: методика и практика» (Саратов, 2014, 2015).
В 1980-е годы Н. Ю. Тяпугина (Леванина) начала активно публиковаться в региональных и столичных журналах и альманахах как литературный критик. В 1985 году принимает участие во Всероссийском семинаре молодых литературных критиков (Рига, Дубулты). В 1986 году была принята в Союз писателей России.
Публиковалась в журналах «Москва», «Октябрь», «Дон», «Волга», «Волга XXI век», «Наш современник», «Крещатик», «Женский мир» (США), альманахах «Саратов литературный», «Краснодар литературный», «Мирвори» (Израиль), «Эдита» (Германия) и многих других.
С 1998 по 2016 гг. Н. Ю. Тяпугина (Леванина) — главный редактор альманаха Института прокуратуры РФ Саратовской государственной юридической академии «Человек и право на рубеже веков» (с 2009 года — «Человек и право — XXI век»). Много лет входила в редакционный совет альманаха Саратовского отделения Союза писателей России — «Саратов литературный». Являлась членом редакционной коллегии литературно-художественного журнала «Волга — XXI век». Член правления Саратовского отделения Союза писателей.
С 2019 года Н. Ю. Тяпугина (Леванина) — автор и ведущая ютьюб-канала «Мастера русского слова» о поэтах и писателях Саратовского края.
Автор около трехсот научных, учебно-методических, литературно-критических и художественных работ.

## Монографии
- Тяпугина Н. Ю. Идеи и идеалы: Книга о русской классической литературе. — Саратов, 1996. — 200 с.
- Тяпугина Н. Ю. Поэтика Ф. М. Достоевского: Символико-мифологический аспект. — Саратов, 1996. — 100 с.
- Тяпугина Н. Ю. Романы Ф. М. Достоевского. — Саратов, 2001. — 90 с.
- Тяпугина Н. Ю. Антон Павлович Чехов в школе. — Саратов, 2002. — 176 с.
- Тяпугина Н. Ю. Русская литература ХIХ — XX вв.: Статьи и очерки. — Саратов, 2003. — 152 с.
- Тяпугина Н. Ю. Исповедь и проповедь Достоевского // В серии «Творческое наследие ученых СГАП». — Саратов, 2004. — 352 с.
- Тяпугина Н. Ю. Литературная критика: Статьи. — Саратов. 2020. — 448 с. и др.

## Литературная критика и публицистика
- Тяпугина Н. Ю. Переписка Н. В. Гоголя // Волга. 1990. № 7. — С. 172—175.
- Тяпугина Н. Ю. Тайна «Черного монаха»: К 150-летию А. П. Чехова. // Человек и право — XXI век. 2010. Вып. 10. — С.84-87.
- Тяпугина Н. Ю. «Человеку положено знать не всё…» // Наш современник. 2010. № 1. — С. 245—251.
- Тяпугина Н. Ю. Империя опавших листьев Маргариты Борцовой // Волга — XXI век. 2014. № 11-12. — С. 172—176.
- Тяпугина Н. Ю. «Маленькая трилогия» Чехова // Литература в школе. 2019. № 1. — С. 2-4.
- Тяпугина Н. Ю. Сергей Тимофеевич Аксаков: страницы жизни и судьбы // Релга: научно-культурологический журнал. № 12 (268) от 05.09.2013.
- Тяпугина Н. Ю. «Почему ты лежишь один посреди России?» Повесть В. П. Астафьева «Пастух и пастушка» //Литература в школе. 2015. № 8. — С. 8-12.
- Леванина (Тяпугина) Н.Ю. «И нас не убывает…»: Очерк о культуре и её творцах. Русская идея. Тульский вариант: Очерк // Другой берег: Литературно-художественный альманах. — Энгельс-Покровск. — 2017. № 17. С. 161—165. С. 166—170.
- Тяпугина Н. Ю. Полет над обрывом // сайт литературно-художественного журнала «Москва»
- Тяпугина Н. Ю. Не роль, но жизнь// сайт литературно-художественного журнала «Москва»
- Тяпугина Н. Ю. Земледелец, воин, писатель
- Тяпугина Н. Ю. Планета Крым // Волга — XXI век. — 2020. — № 9-10. — С. 140—158.
- Тяпугина Н. Ю. Жизнь, длиною в песню: О творчестве В. М. Шукшина // Сайт Союза писателей России
- Тяпугина Н. Ю. «Всё это было бы смешно, когда бы не было так грустно…» // Волга — XXI век. 2019. № 3-4. — С 176−179.
- Леванина Н. (Тяпугина). Сергей Потехин: поэт, отшельник, инопланетянин — Интернет-проект «Костромка», посвященный Костромскому краю, его традициям, истории и культуре.
- Леванина Н. (Тяпугина). «Горящая головня, летящая по ветру»: О поэзии Виктора Лапшина — Интернет-проект «Костромка». И др.

## Авторская рубрика Наталии Тяпугиной «Спроси у классика» на сайте «Российский писатель» (Москва)
- Наталия Тяпугина. Человек и время его жизни (Князь Мышкин и Ипполит Терентьев).
- Наталия Тяпугина. «Пять пудов любви»… и вечность.
- Наталия Тяпугина. О чём же ведают литературоведы?
- Наталия Тяпугина. Зрелый Чехов или Право быть услышанным.
- Наталия Тяпугина. Жар-слово Николая Благова.
- Наталия Тяпугина. Красота как воплощённая идея: Ф.М. Достоевский. Роман «Идиот».
- Наталия Тяпугина. «Быть своим…»: «Дело Корниловой» на страницах «Дневника писателя» Ф.М. Достоевского.
- Наталия Тяпугина. Проблема финала: над страницами романа «Идиот» Ф.М. Достоевского.
- Наталия Тяпугина. Свобода и жребий. Над страницами романа Ф.М. Достоевского «Идиот».
- Наталия Тяпугина. Он сражался за Родину.
- Наталия Тяпугина. «Пастух и пастушка» Виктора Астафьева: трагическая пастораль военной эпохи.
- Наталия Тяпугина. Формула причуды: В. Набоков о Н.В. Гоголе.
- Наталия Тяпугина. «Житие для народа»: О переписке Н.В. Гоголя.
- Наталия Тяпугина. Человек, который умел жить.
- Наталия Тяпугина. Тайна “Чёрного монаха”.
- Наталия Тяпугина. Урок Порфирия Головлёва.
- Наталия Тяпугина. «Человеку положено знать не всё…»

## Книги
- Леванина Н. Уроки русского. — Саратов: Изд-во ГОУ ВПО «Саратовская государственная академия права», 2004. — 204с.
- Леванина Н. У райских ворот. — Саратов: Изд-во ГОУ ВПО «Саратовская государственная академия права», 2005. — 320с.
- Леванина Н. Без суеты и обещаний. — Саратов: Изд-во ГОУ ВПО «Саратовская государственная академия права», 2005. — 188с.
- Леванина Н. По реке, текущей в небо. — Саратов: Изд-во ГОУ ВПО «Саратовская государственная академия права», 2008. — 556с.
- Леванина Н. В саду ветров. Саратов: Изд-во ГОУ ВПО «Саратовская государственная академия права», 2009. — 304с.
- Леванина Н. С некоторых пор. Саратов: Изд-во «Научная книга», 2011. — 356с.
- Леванина Н. Птица Феник. Саратов: ИД МарК, 2013. — 244с.
- Леванина Н. Инстинкт любви. — Саратов: ИД МарК, 2014. — 176с.
- Леванина Н. По реке, текущей в небо. — Саратов: Изд-во «Десятая муза», 2014. — 192 с. (Серия: «Лауреаты Литературной премии Саратовской области им. М. Н. Алексеева»).
- Леванина Н. Писатели-читатели: филологический роман. — Саратов: ИД МарК, 2015.- 242 с.
- Леванина Н. Галич. Саратов: ИД МарК, 2016. — 344 с.
- Леванина Н. Раба любви. Саратов: ИД МарК, 2017. — 430 с.
- Леванина Н. Искушение свободой. Саратов: ИД МарК, 2018. — 182 с.
- Леванина Н. Сказочки. Саратов: ИД МарК, 2021. — 140 с.
- Леванина Н. Избранное. В 3 т. Саратов: Изд-во «Техно-Декор», 2021. Т.1 – 488 с. Т.2 – 452 с. Т.3 – 496 с.
- Леванина Н. Не роль, но жизнь. Саратов: «Техно-Декор», 2023. – 328 с.
- Леванина Н. Из ближних странствий воротясь...Саратов: Изд-во «Техно-Декор» 2024.-156с.
- Михайловское. Галич. Россия. Автор-составитель: Н.Ю. Леванина. Саратов: Изд-во «КУБиК», 2025.-468с.

## Публикации в журналах, альманахах, сборниках
- Леванина Н. Израильские арабески: Путевые заметки // Волга — XXI век. 2009. № 9. С.81-125.
- Леванина Н. Сидящий на земле: повесть // «Москва». 2011. № 3. — С. 59-92. (Под псевдонимом Павел Канавин).
- Леванина Н. Случилось ещё не всё: рассказ; Побег: рассказ // «Москва». 2009. № 6. — С. 102—127.
- Леванина Н. Израильские арабески" (путевые заметки) «Мирволи» (Израиль): Литературно-публицистический альманах. 2009. № 5. — С. 31-36.
- Леванина Н. Венский вексель: Очерк. «Edita» (Германия). 2010. Выпуск 40. С. 62-71.
- Леванина Н. Абсолютно московское дорожное безумие: Путевые заметки // «Женский мир» / «Ladies world» (США). 2010. Февраль. — С.36-37.
- Леванина Н. Серебряное озеро: по мотивам одной абхазской легенды
- Леванина Н. Вне очереди: рассказ // Kreschatik: Международный литературно-художественный журнал. — 2014. № 3 (65). — С.50 — 64.
- Леванина Н. Постольку-поскольку...: Рассказы // Москва. 2014.№ 3. — С. 115—120.
- Леванина Н. Введенская: рассказ и очерки // Другой берег: Литературно-художественный альманах. — Энгельс-Покровск. — 2017. № 17. — С.144-160; С.161-165; С. 166—170.
- Леванина Н. Связь: рассказ. Буколики отменяются: записки // Волга — XXI век. — 2018. -№ 5-6. С.119-128. С.128-134.
- Леванина Н. Женская доля: Рассказ // Саратов литературный: Альманах. Саратов. 2020. № 12. — С 142—144.
- Леванина Н. Хозяйка: Повесть
- Леванина Н. Чудобище: Галичская рапсодия
- Леванина Н. Ходики: Повесть
- Леванина Н. Поэт: Рассказ
- Леванина Н. (Тяпугина) Писатели — читатели: Филологический роман